# Urban (strip)
Urban is een sciencefictionstripreeks van Luc Brunschwig. De tekeningen en inkleuring zijn van Roberto Ricci en de uitgever is Dark Dragon Books. De serie bestaat uit vijf delen.

## Verhaal
De hoofdpersoon van de strip is Zachary Buzz, die zijn geboortedorp verlaat om bij de "Urban Interceptors" een soort politiekorps te gaan werken. Dit korps is belast met de veiligheid van Monplaiser, het grootste pretpark van het universum. Mensen mogen hier twee weken per jaar vertoeven, terwijl ze het rest van het jaar uitgebuit worden.

## Albums
| 1     |  | De regels van het spel | 2011-2017 |
| 2     |  | Zij die zullen sterven | 2013-2014 |
| 3     |  | Laat er licht zijn...  | 2014-2018 |
| 4     |  | Lopend onderzoek       | 2017-2018 |
| 5     |  | Schizo robot           | 2021      |
| INT 1 |  | Collector pack         | 2013-2022 |